# Otto Heinermann

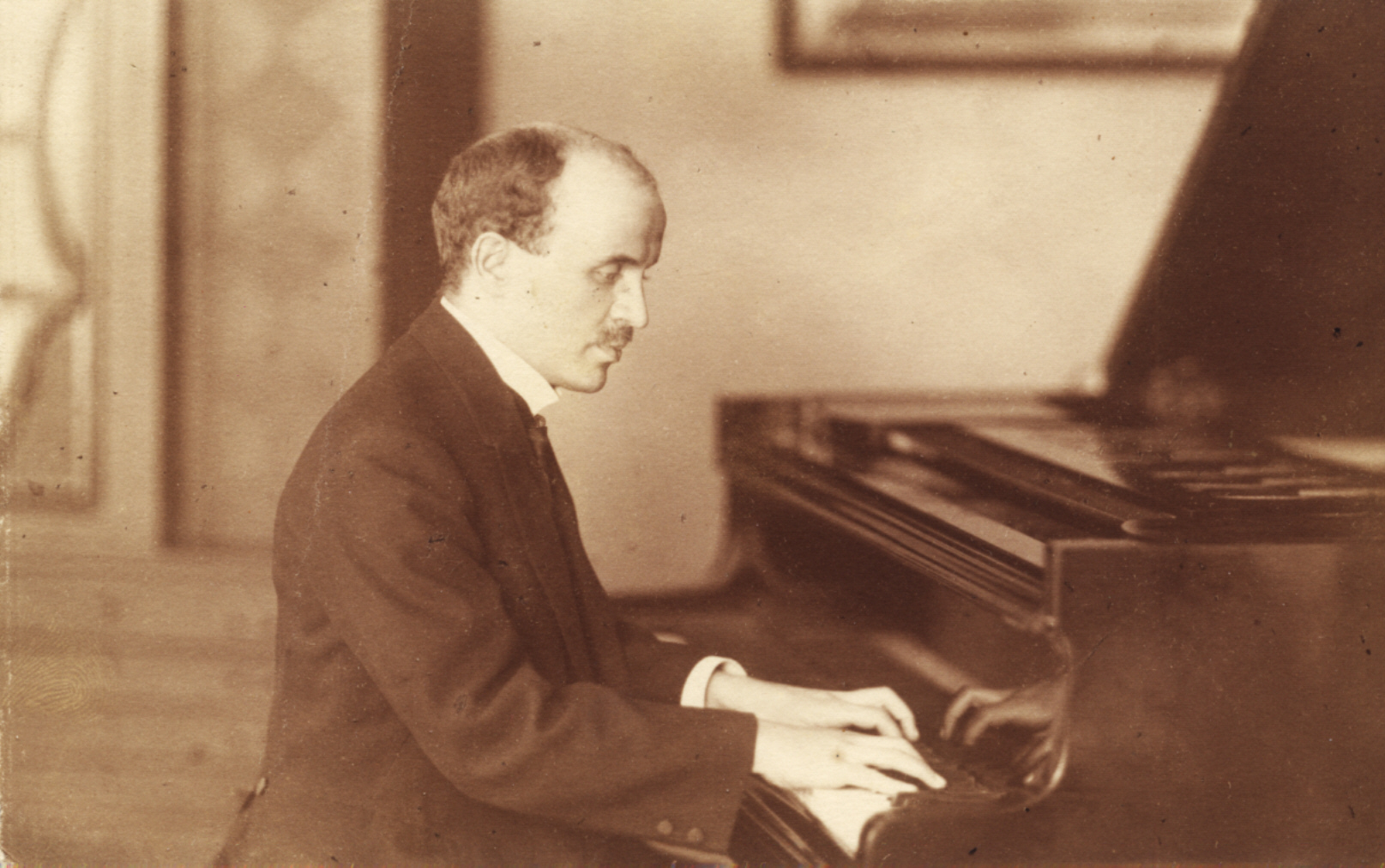
Otto Heinermann, März 1918

Otto Heinermann (* 21. Juni 1887 in Soest; † 21. Mai 1977 in Meschede) war ein deutscher Kirchenmusiker, Organist, Chorleiter und Komponist.

## Leben
Otto Heinermann wurde als siebtes der zehn Kinder von Marie (geb. Schrick) und Heinrich Heinermann blind geboren. Jeweils fünf Kinder waren sehend bzw. blind. Die Familie war wegen der dortigen Provinzial-Blindenanstalt nach Soest gezogen. In einer Bescheinigung der Anstalt, die Heinermann seit 1894 besuchte, wird ihm besondere musikalische Begabung attestiert. Musikstücke lernte er nach Blindenschrift auswendig. 1903 begann er das Studium am Dortmunder Konservatorium, wo ihn Carl Holtschneider (Orgel), Willy Eickemeyer (Klavier) und Max Weidert (Theorie) unterrichteten. Nach einem öffentlichen Klassenvorspiel wurde „das wirklich gediegene Klavierspiel des blinden Eleven Heinermann“ hervorgehoben; 1907 spielte er eine eigene viersätzige Sonate. Später trat er häufig als Pianist im Rahmen von Konzerte blinder Künstler auf. 1909 wurde er Organist der Dortmunder Pauluskirche. Orgelkonzerte gab er auch in der Synagoge und der Reinoldikirche. Beim Max-Reger-Fest 1910 durfte er Reger seine Quadrupelfuge vorspielen. Reger schrieb ihm daraufhin folgendes Zeugnis:

„Herr Heinermann hat mir eine Fuge eigener Komposition vorgespielt und sowohl als Komponist als auch Klavierspieler meinen vollsten Beifall gefunden. Er ist ein Komponist von sehr schöner Erfindung und ein tüchtiger Pianist. Gez. Prof. Dr. Max Reger“

Am 9. September 1913 schrieb Reger erneut: „Anbei sende ich Ihnen eingeschrieben Ihre Kompositionen zurück. Dieselben haben mir einen sehr guten Eindruck gemacht. Wenn Sie auf diesem Wege weiter fortfahren, werden Sie sicherlich noch sehr schöne Resultate erzielen. Ergebenst Generalmusikdirektor, gez. Dr. Reger“.

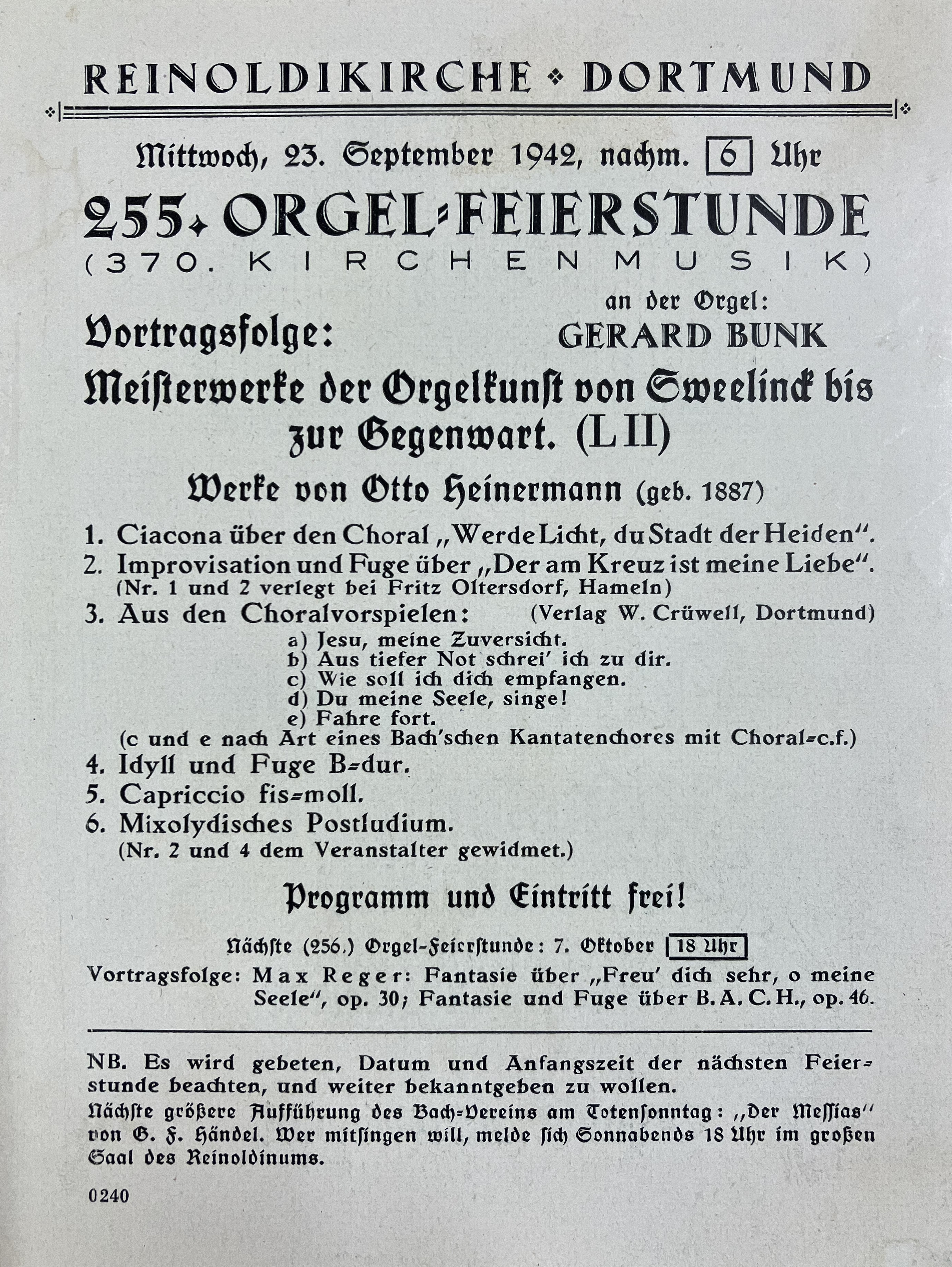
Gerard Bunk spielt Werke von Otto Heinermann in St. Reinoldi (Dortmund), 23. September 1942.

Lebenslange Freundschaft verband Heinermann mit Gerard Bunk, dem Organisten der berühmten Walcker-Orgel von St. Reinoldi, nach dessen Tod 1958 weiter mit Else Bunk (1890–1976). Heinermann widmete ihm u. a. seine Improvisation und Fuge über „Der am Kreuz ist meine Liebe“. Von Bunk ist eine Aufnahme erhalten. Heinermann wiederum ist mit der Passacaglia ein großes Orgelwerk Bunks zugeeignet, und mit der Widmung des Charakterstücks Scherzando fand Bunk ein treffendes Motto ihrer Künstlerfreundschaft. In seinen Orgel-Feierstunden an St. Reinoldi kamen zahlreiche Orgelwerke Heinermanns zur Uraufführung. Heinermann unterrichtete (wie auch schon vor ihm Bunk) seit 1917 am Dortmunder Konservatorium Orgel und Klavier und an der 1925 gegründeten Kirchenmusikschule Orgel und Theorie; durch Heinermanns und Bunks Schule ging eine ganze Generation westfälischer Kirchenmusiker. Beide wurden gleichzeitig 1936 vom altpreußischen Evangelischen Oberkirchenrat zu Kirchenmusikdirektoren ernannt. Heinermanns bekanntester Schüler Siegfried Reda erinnerte sich an ihn:

„… mein Mentor und Lehrer, Otto Heinermann, eine wunderbare Persönlichkeit, hat mir durch sein Vorbild und durch seine Sicht von Dingen Einstellungen und ein Selbstverständnis vermittelt, die mir bis zum heutigen Tage in gewisser Weise gültig sind.“

Ende 1944, nach der Zerstörung der Pauluskirche und des Konservatoriums, ging Heinermann mit seiner ehemaligen Schülerin Wilhelmine Hünerbein nach Köslin (Pommern), um dort eine Kantorenstelle anzunehmen. Im März 1945 flohen sie vor der Roten Armee nach Lienen im Tecklenburger Land, wo Heinermann einen Kirchenchor leitete und unterrichtete. 1948 kehrten er und Hünerbein (die er 1945 geheiratet hatte; Heinermanns erste Frau Käthe Erbs war 1942 gestorben) nach Dortmund zurück; dort erhielt er die Chorleiter- (bis 1956) und Organistenstelle an St. Marien. 1949 nahm er die Tätigkeit an der wiedereröffneten Kirchenmusikschule wieder auf (bis 1963). 1959 wurde Heinermann vom Bundespräsidenten das Bundesverdienstkreuz verliehen. 1967 wurde die heute noch bestehende Steinmann-Orgel in der Marienkirche eingeweiht, die Heinermann maßgeblich disponiert hatte. 1968 gab er sein Organistenamt im Alter von 80 Jahren ab. 1975 zog er in ein Blindenheim in Meschede, wo er fast neunzigjährig am 21. Mai 1977 starb.

## Komponist
Otto Heinermann schrieb im spätromantischen Stil Klavierstücke, Lieder, Chor- und Orgelwerke sowie Kompositionen für Bläser (z. B. Bläserintrade „Sonne der Gerechtigkeit“ für drei Trompeten, zwei Posaunen und Pauken). Ein Hauptwerk stellen die zwischen 1926 und 1935 in 14 Heften veröffentlichten Orgel-Vorspiele zu den im Melodienbuch zum Deutschen Evangelischen Gesangbuch dargebotenen Singweisen, von Karl Glebe und Otto Heinermann, fortgeführt von Otto Heinermann und Kurt Emmerich, dar. Heinermann komponierte für diese Sammlung den Löwenanteil mit 193 Choralvorspielen. Für Gerard Bunk war es „das Werk, das uns bisher gefehlt hat, der Niederschlag eines echt religiösen Geistes, das Meisterstück eines ganz großen Könners“; er hob besonders Heinermanns kontrapunktisches Talent hervor. Heinermanns Manuskripte befinden sich im Westfälischen Musikarchiv im Stadtmuseum Hagen. Einige Kompositionen sind verschollen, so auch die Werke für die Vereinigung Schlaraffia, in der Heinermann Mitglied war.

### Orgelwerke

#### Orgel solo
- Kurze, leichte Einleitungen zu den Chorälen des Evangelischen Gesangbuches op. 12. Crüwell, Dortmund
- Choralbuch zum Evangelischen Gesangbuch für Rheinland und Westfalen, in Verbindung mit den kurzen, leichten Einleitungen von Kirchenmusikdirektor Otto Heinermann, 6. verbesserte und um den Lippischen Anhang erweiterte Auflage, [mit dem] Vorwort zur dritten Auflage 1949. Crüwell, Dortmund 1963
- Vorspiele zu den im Melodienbuch zum Deutschen Evangelischen Gesangbuch dargebotenen Singweisen, von Karl Glebe und Otto Heinermann, fortgeführt von Otto Heinermann und Kurt Emmerich. 14 Hefte. Crüwell, Dortmund 1926–1935
- Choralvorspiele. Hrsg. von Hans Martin Balz. Strube, München 1988
- 33 Choralvorspiele. Aus dem Nachlaß herausgegeben von Martin Balz. Merseburger, Kassel 1999
- Marsch zum Aufzug und Nun preiset alle Gottes Barmherzigkeit. In: Unsern Ausgang segne Gott. Orgelnachspiele für alle Sonn- und Feiertage im Kirchenjahr. Bearb. u. hrsg. von Dietrich Höpfner. MDH-Musikverlag, Nördlingen 2011
- Drei Choralvorspiele: Nun preiset alle Gottes Barmherzigkeit, Die güldne Sonne voll Freud und Wonne, Lobe den Herren, den mächtigen König der Ehren. Erlesene Musik für Orgel 63. Bearb. von Dietrich Höpfner. MDH-Musikverlag, Nördlingen [2014]
- Nun preiset alle Gottes Barmherzigkeit. In: Die Wochenlieder zum EG. Choralvorspiele für Orgel. Bd. 2. Trinitatis bis Ende des Kirchenjahres. Hrsg. von Ingo Bredenbach. Carus [Leinfelden-Echterdingen] 2020
- Ciacona über Werde Licht du Stadt der Heiden op. 17/1. Oltersdorf, Hameln
- Improvisation und Fuge über Der am Kreuz ist meine Liebe op. 17/2. Hrsg. von Hans Uwe Hielscher. Butz, Sankt Augustin 2007 (Erstdruck Oltersdorf, Hameln 1938)
- Fuge zu Macht hoch die Tür op. 17/3. Oltersdorf, Hameln
- Capriccio fis-Moll
- Idyll und Fuge B-Dur
- Intermezzo Es-Dur
- Elegie a-Moll
- Mixolydisches Postludium
- Fantasie d-Moll
- Sinfonia aus der Partita II c-Moll, BWV 826 von J. S. Bach, Orgelübertragung

#### Orgel und Soloinstrument
- Larghetto Es-Dur für Violine und Orgel
- Choralpartita Gott, Vater, Herr wir danken dir für Trompete und Orgel

### Chorwerke

#### Kantaten
- Der 24. Psalm für Chor, zwei Hörner, Orgel oder Streicher
- Zeuch an die Macht für Chor, Bläser, Pauken und Orgel
- Sei Lob und Ehr für Solosopran, Chor, Gemeinde und Orgel
- O Durchbrecher aller Bande für Sologesang, Chor, Bläser, Pauken und Orgel (Oskar Söhngen gewidmet)
- Fröhlich wir nun anfangen all für Chor, Bläser und Orgel
- Kleine Sterbekantate für Frauenchor
- Tag der Taten (Elisabeth von Alster) für Chor, Bläserquintett, Streicher und Orgel
- Ich lobe dich von ganzer Seelen für Chor, Solosopran, Streicher und Bläser
- Bußkantate für Frauenchor, Gemeinde und Orgel

#### Motetten
- Sehet, sehet welch eine Liebe op. 1/1
- Pfingstsonntag op. 1/2
- Psalm 51, 12–14, Kanon op. 30/2
- Heilger Geist, du Tröster mein Pfingstmotette op. 30/3
- Passionsmotette (Jesaja 53, 4–5)
- Gottes Taten
- Breit aus die Flügel beide
- Morgenlied (Gustav Schüler)
- Zwei Hebräer-Motetten
- O ihr Männer, ich schreie zu euch
- Lobe den Herren, meine Seele und Bis hierher hat mich Gott gebracht für Chor und Knabenchor

#### Chorsätze
- Lieder Luthers für Frauenchor: Komm heiliger Geist, Herre Gott und Vater unser im Himmelreich. Sammlung geistlicher Musik 165. Vandenhoeck & Ruprecht, Göttingen 1917
- O Welt, sieh hier dein Leben für Männerchor. Hartkopf, Solingen
- An deinem Kreuzesstamme für Männerchor. Hartkopf, Solingen
- Singet dem Herrn! Ein neues Chorliederbuch. Ein Kirchen-, Schul- und Hausgesangbuch für drei gemischte Stimmen von Gerard Bunk und Otto Heinermann. Crüwell, Dortmund 1950

### Gesang und Begleitung
- Gebet op. 2/2 für Singstimme und Orgel
- Dein König kommt in niedern Hüllen für Singstimme und Orgel
- Der 116. Psalm für Singstimme und Orgel
- Trauungsgesang für Singstimme und Orgel
- Nun lob, mein Seel, den Herren für Sopran und Alt mit Orgelbegleitung
- Zum Abend (Gustav Schüler) für Singstimme und Orgel
- An meinen Bruder Jesus (Gustav Schüler) für Singstimme und Orgel
- Zwei kleine Choralkonzerte für eine Singstimme und ein Tasteninstrument: Herr, du erforschest mich und Nun danket alle Gott
- Wie schön leuchtet der Morgenstern für Sopran und zwei obligate Instrumente